# Охотник за головами (фильм, 1989)
«Охотник за головами» (англ. The Bounty Hunter) — художественный фильм-боевик режиссёра Роберта Гинти.

## Сюжет
Бывший полицейский Дюк Эванс стал «охотником за головами». Это такая специфическая американская профессия, когда человек зарабатывает ловлей преступников, за поимку которых обещана премия. И вот как-то Эванс заехал в один маленький городок, где жил его старый товарищ по Вьетнаму, индеец. Товарищу принадлежал участок земли, в недрах которого предположительно были большие залежи нефти. Местный шериф очень хотел, чтобы индеец дёшево продал свою землю. А когда договориться не удалось, индейца убили. Шериф чувствовал полную безнаказанность: вся полиция города погрязла в коррупции. Но тут приехал Эванс и начал мстить.

## В ролях
- Роберт Гинти — Дюк Эванс
- Бо Хопкинс — шериф Беннет
- Мелвин Холт — Кевин Фут
- Джей Буллбиар — друг Кевина
- Роберт Нотт — Джимми Гиббонс

## Съёмочная группа
- Режиссёр: Роберт Гинти
- Продюсер: Кимберли Кэйси, Брюс Левин, Фриц Мэтьюз
- Сценарист: Томас Болдуин, Роберт Гинти
- Композитор: Тим Джеймс, Стив МакКлинток, Тим Хейнтц
- Оператор: Роберт М. Болдуин